# USS Argus (1803)
Pour les autres navires du même nom, voir USS Argus et USS Merrimack.
L'USS Argus est un brick de l'United States Navy. Lancé en 1803, il servit notamment durant la guerre de Tripoli et durant la guerre anglo-américaine de 1812 avant d'être capturé par la Royal Navy le 14 août 1813.

## Histoire

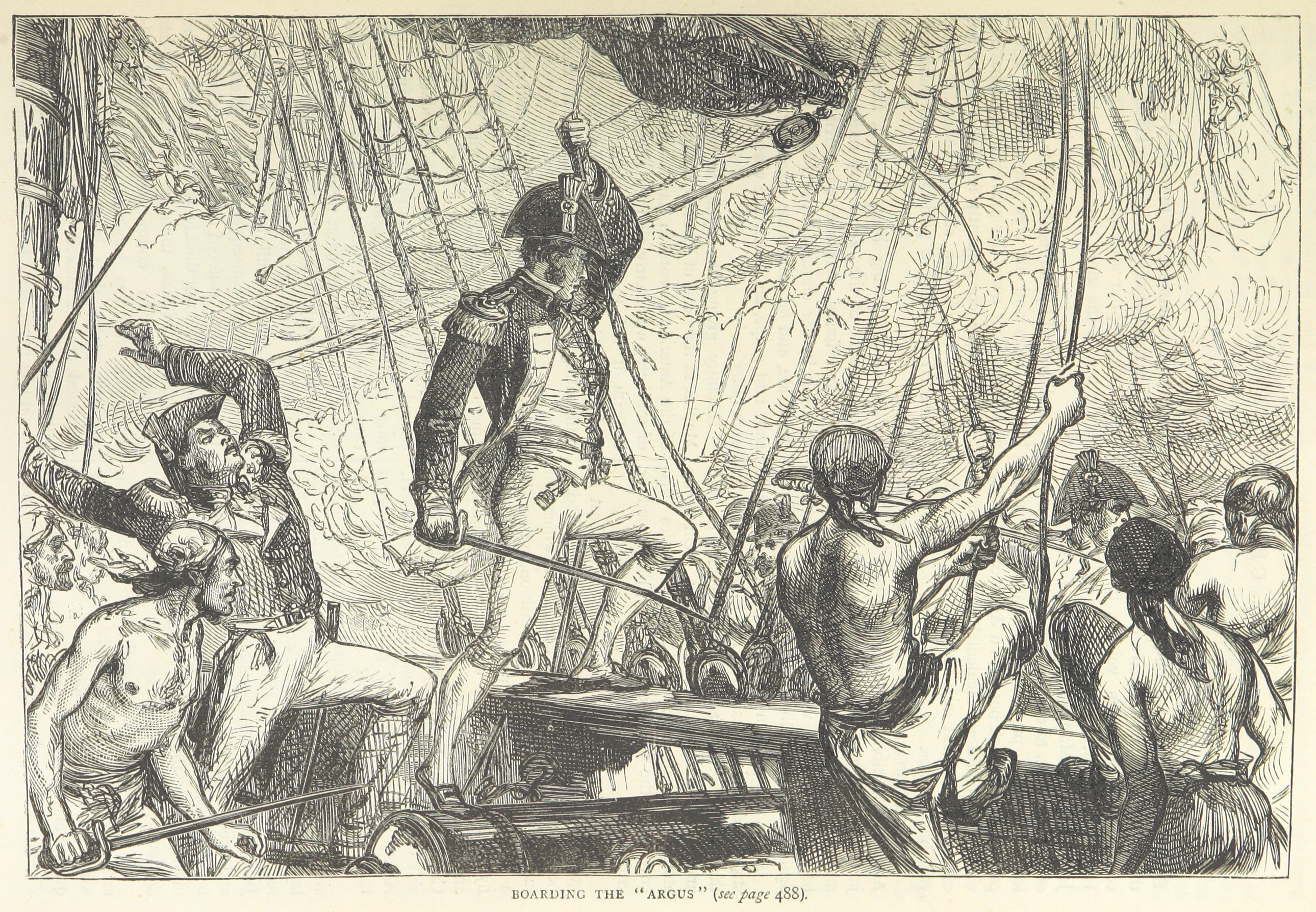
Les Britanniques se préparant à l'abordage de lArgus.